# Argelliers
Ne doit pas être confondu avec Argeliers.
Argelliers [aʁ.ʒə.ljɛs] (en occitan Argelièrs [ar.d͡ʒe.'ljɛs]) est une commune française située dans le nord-est du département de l'Hérault, en région Occitanie.
Exposée à un climat méditerranéen, elle est drainée par l'Hérault, le ruisseau des Corbières, l'Arnède, le ruisseau de la Garonne et par divers autres petits cours d'eau. La commune possède un patrimoine naturel remarquable : deux sites Natura 2000 (les « gorges de l'Hérault » et les « hautes garrigues du Montpelliérais »), un espace protégé (les « gorges de l'Hérault ») et quatre zones naturelles d'intérêt écologique, faunistique et floristique.
Argelliers est une commune rurale qui compte 971 habitants en 2022, après avoir connu une forte hausse de la population depuis 1962. Elle fait partie de l'aire d'attraction de Montpellier. Ses habitants sont appelés les Argelliérains et Argelliéraines.

## Géographie

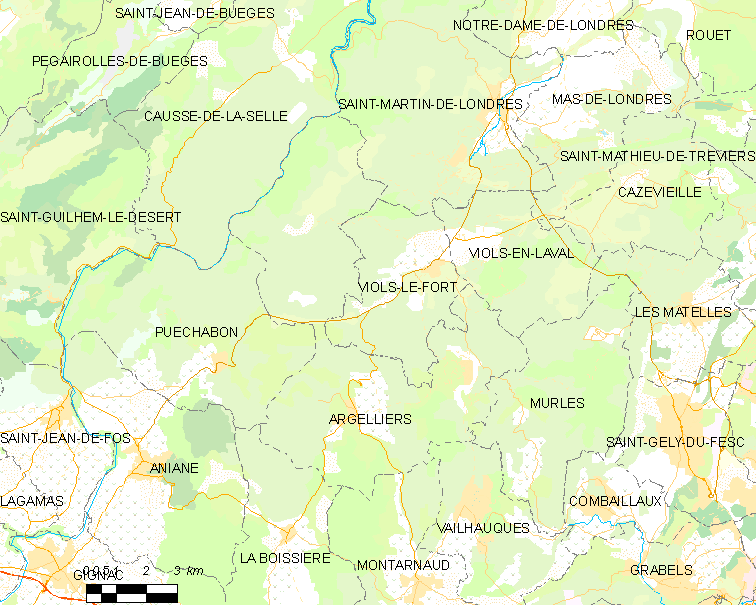
Carte

### Hydrographie
Le ruisseau des Corbières prend sa source dans la commune.

### Communes limitrophes
| Causse-de-la-Selle | Saint-Martin-de-Londres | Viols-le-Fort          |
| Puéchabon          | Argelliers              | Viols-en-Laval, Murles |
| La Boissière       | Montarnaud              | Vailhauquès            |

### Climat
Pour des articles plus généraux, voir Climat de l'Occitanie et Climat de l'Hérault.
En 2010, le climat de la commune est de type climat méditerranéen franc, selon une étude s'appuyant sur une série de données couvrant la période 1971-2000. En 2020, Météo-France publie une typologie des climats de la France métropolitaine dans laquelle la commune est exposée à un climat méditerranéen et est dans la région climatique Provence, Languedoc-Roussillon, caractérisée par une pluviométrie faible en été, un très bon ensoleillement (2 600 h/an), un été chaud (21,5 °C), un air très sec en été, sec en toutes saisons, des vents forts (fréquence de 40 à 50 % de vents > 5 m/s) et peu de brouillards.
Pour la période 1971-2000, la température annuelle moyenne est de 13,4 °C, avec une amplitude thermique annuelle de 16,3 °C. Le cumul annuel moyen de précipitations est de 866 mm, avec 7 jours de précipitations en janvier et 3,1 jours en juillet. Pour la période 1991-2020, la température moyenne annuelle observée sur la station météorologique la plus proche, située sur la commune de Saint-Martin-de-Londres à 11,34 km à vol d'oiseau, est de 13,8 °C et le cumul annuel moyen de précipitations est de 1 087,5 mm,. Pour l'avenir, les paramètres climatiques de la commune estimés pour 2050 selon différents scénarios d'émission de gaz à effet de serre sont consultables sur un site dédié publié par Météo-France en novembre 2022.

### Milieux naturels et biodiversité

#### Espaces protégés
La protection réglementaire est le mode d’intervention le plus fort pour préserver des espaces naturels remarquables et leur biodiversité associée,.
Un  espace protégé est présent sur la commune : 
les « gorges de l'Hérault », objet d'un arrêté de protection de biotope, d'une superficie de 451,2 ha.

#### Réseau Natura 2000

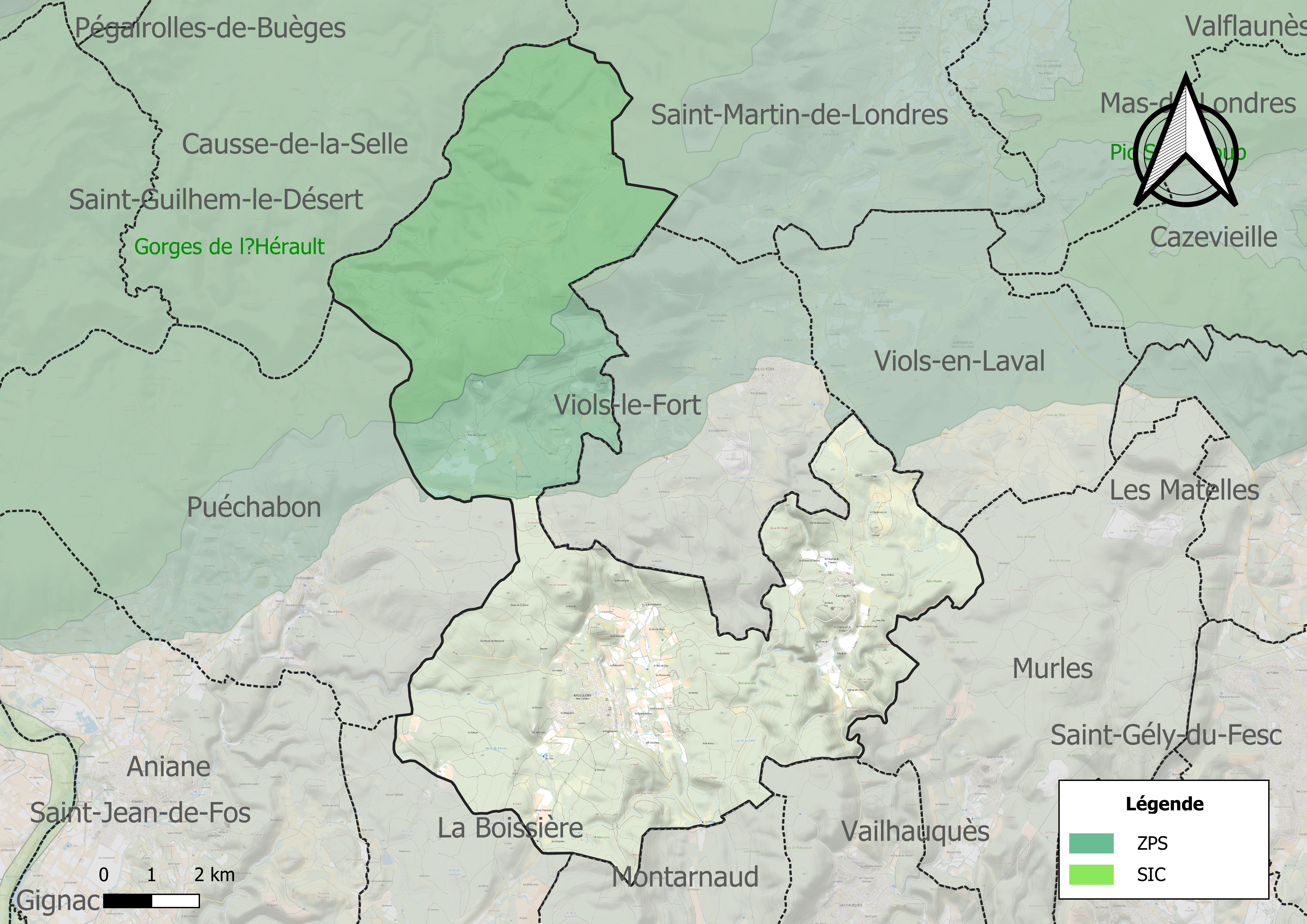
Site Natura 2000 sur le territoire communal.

Le réseau Natura 2000 est un réseau écologique européen de sites naturels d'intérêt écologique élaboré à partir des directives habitats et oiseaux, constitué de zones spéciales de conservation (ZSC) et de zones de protection spéciale (ZPS).
Un site Natura 2000 a été défini sur la commune au titre de la directive habitats :
- les « gorges de l'Hérault », d'une superficie de 21 736 ha, entaillent un massif calcaire vierge de grandes infrastructures dont les habitats forestiers (forêt de Pins de Salzman et chênaie verte) et rupicoles sont bien conservés. La pinède de Pins de Salzmann de Saint-Guilhem est une souche pure et classée comme porte-graines par les services forestiers. Il s'agit d'une forêt développée sur des roches dolomitiques[12]

et un au titre de la directive oiseaux : 
- les « hautes Garrigues du Montpelliérais », d'une superficie de 45 444 ha, abritant trois couples d'Aigles de Bonelli, soit 30 % des effectifs régionaux[13].

#### Zones naturelles d'intérêt écologique, faunistique et floristique
L’inventaire des zones naturelles d'intérêt écologique, faunistique et floristique (ZNIEFF) a pour objectif de réaliser une couverture des zones les plus intéressantes sur le plan écologique, essentiellement dans la perspective d’améliorer la connaissance du patrimoine naturel national et de fournir aux différents décideurs un outil d’aide à la prise en compte de l’environnement dans l’aménagement du territoire.
Deux ZNIEFF de type 1 sont recensées sur la commune :
les « bois dolomitiques des Matelettes » (243 ha), couvrant 2 communes du département et 
les « gorges de l'Hérault au bois de Fontanilles » (1 805 ha), couvrant 4 communes du département
et deux ZNIEFF de type 2, : 
- les « garrigues boisées du nord-ouest du Montpelliérais » (16 219 ha), couvrant 17 communes du département[17] ;
- le « massif des gorges de l'Hérault et de la Buège » (21 342 ha), couvrant 17 communes du département[18].

Carte des ZNIEFF de type 1 et 2 à Argelliers.
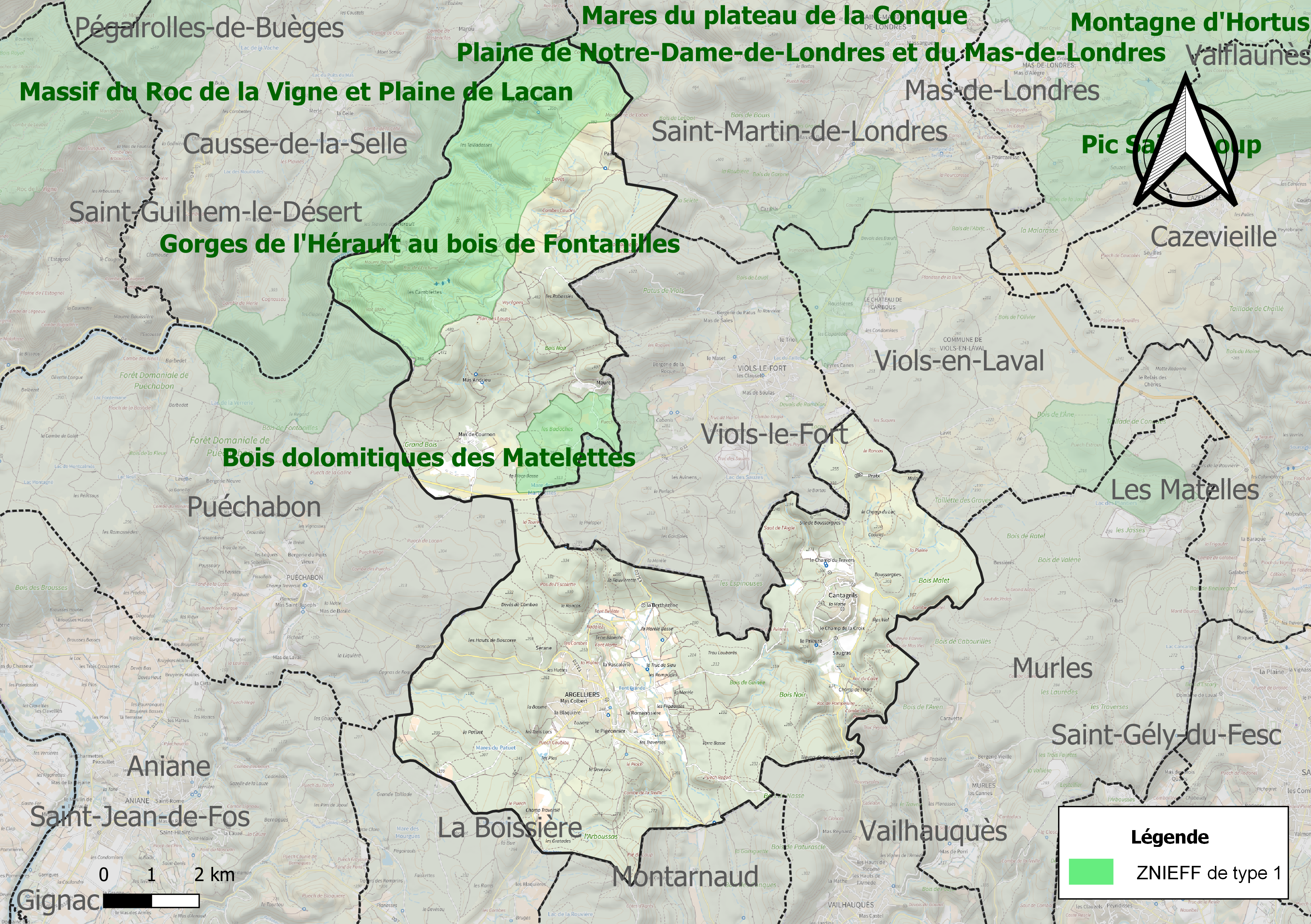
Carte des ZNIEFF de type 1 sur la commune.
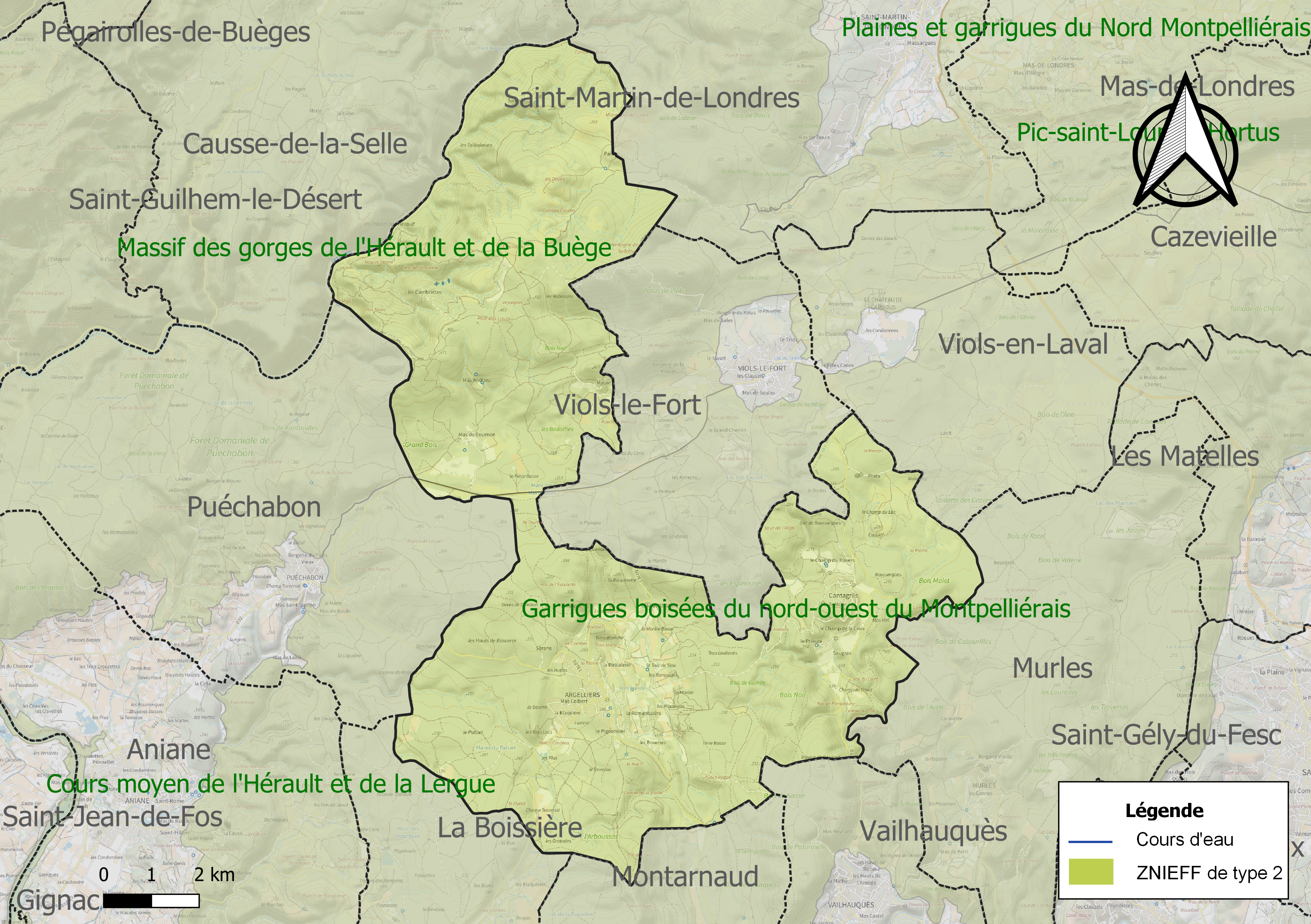
Carte des ZNIEFF de type 2 sur la commune.

## Urbanisme

### Typologie
Au 1er janvier 2024, Argelliers est catégorisée bourg rural, selon la nouvelle grille communale de densité à sept niveaux définie par l'Insee en 2022.
Elle est située hors unité urbaine. Par ailleurs la commune fait partie de l'aire d'attraction de Montpellier, dont elle est une commune de la couronne,. Cette aire, qui regroupe 161 communes, est catégorisée dans les aires de 700 000 habitants ou plus (hors Paris),.

### Occupation des sols
L'occupation des sols de la commune, telle qu'elle ressort de la base de données européenne d’occupation biophysique des sols Corine Land Cover (CLC), est marquée par l'importance des forêts et milieux semi-naturels (89,7 % en 2018), en diminution par rapport à 1990 (91,4 %). La répartition détaillée en 2018 est la suivante : 
milieux à végétation arbustive et/ou herbacée (70,2 %), forêts (19,5 %), cultures permanentes (4,4 %), zones agricoles hétérogènes (3,4 %), zones urbanisées (2 %), mines, décharges et chantiers (0,5 %). L'évolution de l’occupation des sols de la commune et de ses infrastructures peut être observée sur les différentes représentations cartographiques du territoire : la carte de Cassini (XVIIIe siècle), la carte d'état-major (1820-1866) et les cartes ou photos aériennes de l'IGN pour la période actuelle (1950 à aujourd'hui).

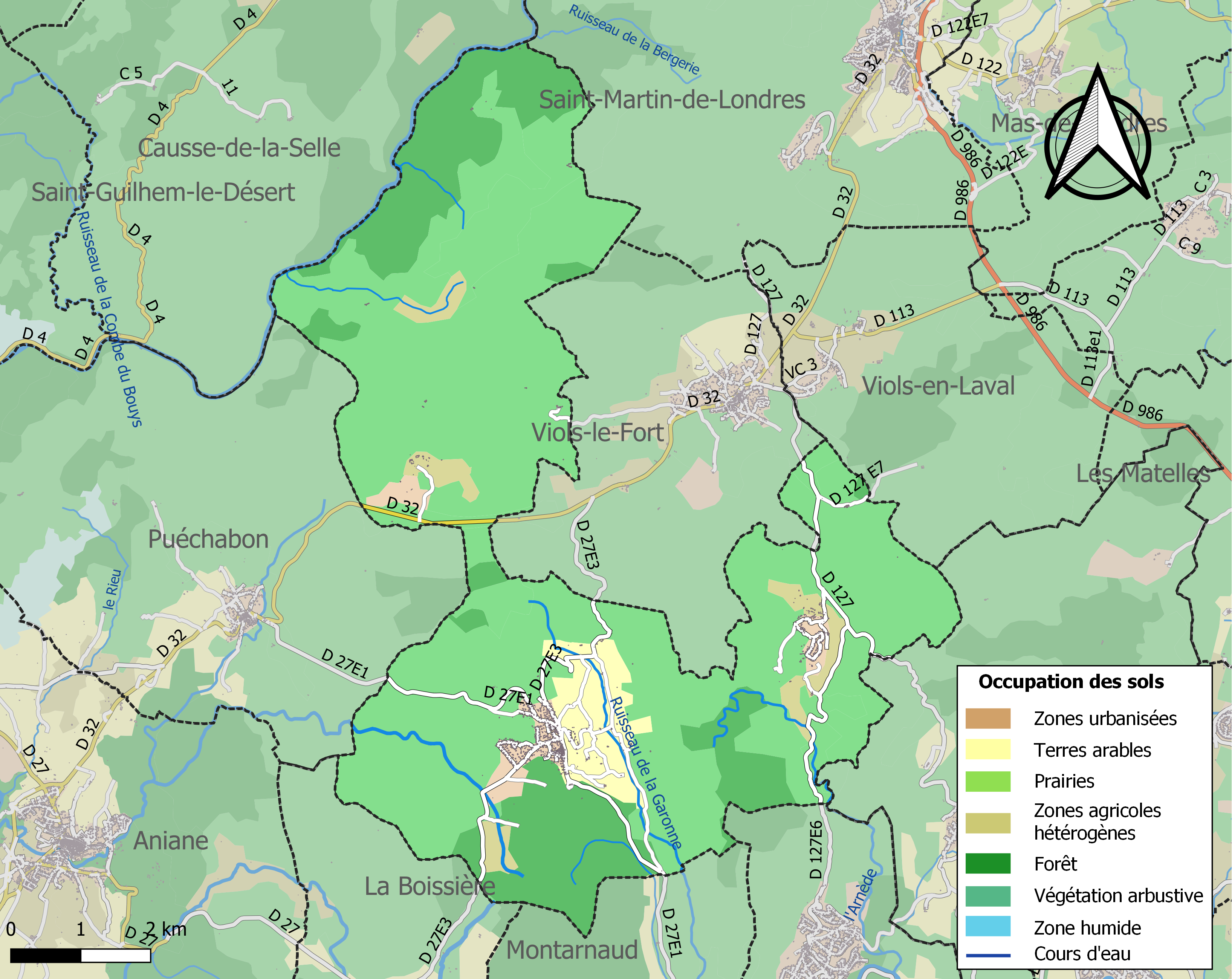
Carte des infrastructures et de l'occupation des sols de la commune en 2018 (CLC).

### Risques majeurs
Le territoire de la commune d'Argelliers est vulnérable à différents aléas naturels : météorologiques (tempête, orage, neige, grand froid, canicule ou sécheresse), feux de forêts et séisme (sismicité faible). Il est également exposé à deux risques particuliers : le risque minier et. Un site publié par le BRGM permet d'évaluer simplement et rapidement les risques d'un bien localisé soit par son adresse soit par le numéro de sa parcelle.

#### Risques naturels
Argelliers est exposée au risque de feu de forêt. Un plan départemental de protection des forêts contre les incendies (PDPFCI) a été approuvé en juin 2013 et court jusqu'en 2022, où il doit être renouvelé. Les mesures individuelles de prévention contre les incendies sont précisées par deux arrêtés préfectoraux et s’appliquent dans les zones exposées aux incendies de forêt et à moins de 200 mètres de celles-ci. L’arrêté du 25 avril 2002 réglemente l'emploi du feu en interdisant notamment d’apporter du feu, de fumer et de jeter des mégots de cigarette dans les espaces sensibles et sur les voies qui les traversent sous peine de sanctions. L'arrêté du 11 mars 2013 rend le débroussaillement obligatoire, incombant au propriétaire ou ayant droit,.

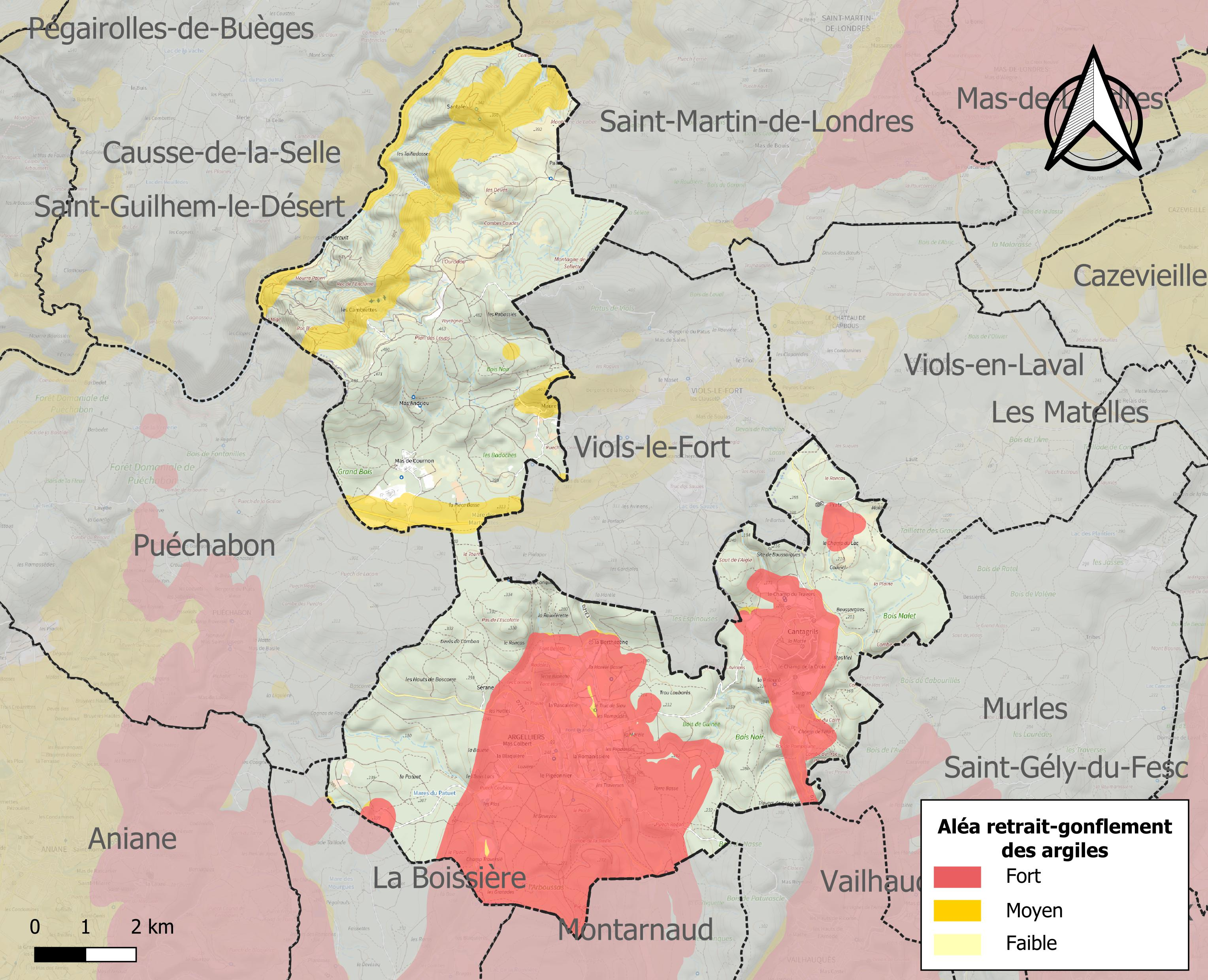
Carte des zones d'aléa retrait-gonflement des sols argileux d'Argelliers.

Le retrait-gonflement des sols argileux est susceptible d'engendrer des dommages importants aux bâtiments en cas d’alternance de périodes de sécheresse et de pluie. 36,9 % de la superficie communale est en aléa moyen ou fort (59,3 % au niveau départemental et 48,5 % au niveau national). Sur les 471 bâtiments dénombrés sur la commune en 2019, 456 sont en aléa moyen ou fort, soit 97 %, à comparer aux 85 % au niveau départemental et 54 % au niveau national. Une cartographie de l'exposition du territoire national au retrait gonflement des sols argileux est disponible sur le site du BRGM,.
Par ailleurs, afin de mieux appréhender le risque d’affaissement de terrain, l'inventaire national des cavités souterraines permet de localiser celles situées sur la commune.
La commune a été reconnue en état de catastrophe naturelle au titre des dommages causés par les inondations et coulées de boue survenues en 1982, 1994, 2011 et 2014.

#### Risque particulier
L’étude Scanning de Géodéris réalisée en 2008 a établi pour le département de l’Hérault une identification rapide des zones de risques miniers liés à l’instabilité des terrains. Elle a été complétée en 2015 par une étude approfondie sur les anciennes exploitations minières du bassin houiller de Graissessac et du district polymétallique de Villecelle. La commune est ainsi concernée par le risque minier, principalement lié à l’évolution des cavités souterraines laissées à l’abandon et sans entretien après l’exploitation des mines.

## Toponymie
Le nom de la localité est attesté sous la forme de Argeleriis en 1154,, dans le cartulaire d'Aniane où il apparaît dans une phrase citant l'église dédiée à Saint Étienne « Sanctus Stephanus de Argillariis ».
Argelièrs  en occitan.
Ce toponyme est très proche du mot occitan argiala désignant l'argile et dérivé du latin argillia (« terre glaise »). Le toponyme signifie « terrain argileux », « lieu où  abonde l'argile ». Quelques dictionnaires anciens écrivent Argille avec un ll mouillé.
La présence d'argile et son emploi pour la poterie auront sans doute influé sur la naissance de ce toponyme.

## Politique et administration

### Tendances politiques et résultats
| Scrutin             | Scrutin             | 1er tour | 1er tour    | 1er tour | 1er tour | 1er tour   | 1er tour | 1er tour | 1er tour  | 1er tour | 1er tour | 1er tour   | 1er tour | 2d tour | 2d tour | 2d tour | 2d tour | 2d tour | 2d tour |
| Scrutin             | Scrutin             | 1er      | 1er         | %        | 2e       | 2e         | %        | 3e       | 3e        | %        | 4e       | 4e         | %        | 1er     | 1er     | %       | 2e      | 2e      | %       |
| ------------------- | ------------------- | -------- | ----------- | -------- | -------- | ---------- | -------- | -------- | --------- | -------- | -------- | ---------- | -------- | ------- | ------- | ------- | ------- | ------- | ------- |
| Présidentielle 2017 | Présidentielle 2017 |          | FN          | 26,01    |          | LFI        | 24,30    |          | EM        | 19,00    |          | LR         | 15,89    |         | EM      | 61,24   |         | FN      | 38,76   |
| Présidentielle 2022 | Présidentielle 2022 |          | LFI         | 24,51    |          | RN         | 24,06    |          | LREM      | 22,71    |          | REC        | 7,97     |         | LREM    | 55,15   |         | RN      | 44,85   |
| Législatives 2022   | 4e                  |          | LFI (NUPES) | 33,79    |          | LREM (ENS) | 21,84    |          | RN        | 19,77    |          | PS (diss.) | 7,13     |         | LFI     | 51,41   |         | RN      | 48,59   |
| Législatives 2024   | 4e                  |          | RN          | 37,96    |          | LFI (NFP)  | 34,57    |          | HOR (ENS) | 24,23    |          | REC        | 1,78     |         | LFI     | 52,08   |         | RN      | 47,92   |

### Liste des maires
| Période                                  | Période                   | Identité           | Étiquette | Qualité      |
| ---------------------------------------- | ------------------------- | ------------------ | --------- | ------------ |
| 1947                                     | 1965                      | Antoine Daudé      |           |              |
| 1965                                     | 1977                      | Joseph Scaglia     |           |              |
| 1977                                     | 1980                      | Marcel Marion      |           |              |
| 1980                                     | mars 2001                 | Roland Amalou      |           |              |
| mars 2001                                | mai 2020                  | Georges Pierrugues | SE        |              |
| mai 2020                                 | En cours (au 18 mai 2020) | Pierre Amalou,     | SE        | Ancien cadre |
| Les données manquantes sont à compléter. |                           |                    |           |              |

## Démographie

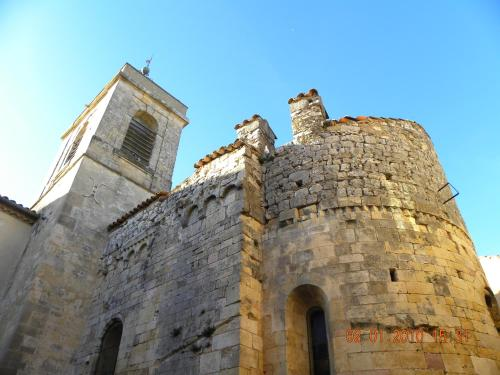
Abside de l'église Saint-Étienne d'Argelliers.

L'évolution du nombre d'habitants est connue à travers les recensements de la population effectués dans la commune depuis 1793. Pour les communes de moins de 10 000 habitants, une enquête de recensement portant sur toute la population est réalisée tous les cinq ans, les populations de référence des années intermédiaires étant quant à elles estimées par interpolation ou extrapolation. Pour la commune, le premier recensement exhaustif entrant dans le cadre du nouveau dispositif a été réalisé en 2004.

En 2022, la commune comptait 971 habitants, en évolution de −6,36 % par rapport à 2016 (Hérault : +7,49 %, France hors Mayotte : +2,11 %).
| 1793 | 1800 | 1806 | 1821 | 1831 | 1836 | 1841 | 1846 | 1851 |
| ---- | ---- | ---- | ---- | ---- | ---- | ---- | ---- | ---- |
| 390  | 360  | 398  | 407  | 404  | 347  | 332  | 368  | 389  |

| 1856 | 1861 | 1866 | 1872 | 1876 | 1881 | 1886 | 1891 | 1896 |
| ---- | ---- | ---- | ---- | ---- | ---- | ---- | ---- | ---- |
| 414  | 386  | 381  | 356  | 395  | 338  | 296  | 270  | 294  |

| 1901 | 1906 | 1911 | 1921 | 1926 | 1931 | 1936 | 1946 | 1954 |
| ---- | ---- | ---- | ---- | ---- | ---- | ---- | ---- | ---- |
| 292  | 310  | 273  | 242  | 239  | 226  | 190  | 196  | 137  |

| 1962 | 1968 | 1975 | 1982 | 1990 | 1999 | 2004 | 2006 | 2009 |
| ---- | ---- | ---- | ---- | ---- | ---- | ---- | ---- | ---- |
| 153  | 155  | 196  | 255  | 534  | 731  | 773  | 769  | 878  |

| 2014 | 2019 | 2022 | - | - | - | - | - | - |
| ---- | ---- | ---- | - | - | - | - | - | - |
| 998  | 973  | 971  | - | - | - | - | - | - |

## Économie

### Revenus
En 2018  (données Insee publiées en septembre 2021), la commune compte 387 ménages fiscaux, regroupant 1 004 personnes. La médiane du revenu disponible par unité de consommation est de 24 090 € (20 330 € dans le département).

### Emploi
|                | 2008   | 2013   | 2018 |
| -------------- | ------ | ------ | ---- |
| Commune        | 7,4 %  | 7,8 %  | 7 %  |
| Département    | 10,1 % | 11,9 % | 12 % |
| France entière | 8,3 %  | 10 %   | 10 % |

En 2018, la population âgée de 15 à 64 ans s'élève à 656 personnes, parmi lesquelles on compte 73,9 % d'actifs (66,9 % ayant un emploi et 7 % de chômeurs) et 26,1 % d'inactifs,. Depuis 2008, le taux de chômage communal (au sens du recensement) des 15-64 ans est inférieur à celui de la France et du département.
La commune fait partie de la couronne de l'aire d'attraction de Montpellier, du fait qu'au moins 15 % des actifs travaillent dans le pôle,. Elle compte 97 emplois en 2018, contre 102 en 2013 et 93 en 2008. Le nombre d'actifs ayant un emploi résidant dans la commune est de 446, soit un indicateur de concentration d'emploi de 21,7 % et un taux d'activité parmi les 15 ans ou plus de 59,6 %.
Sur ces 446 actifs de 15 ans ou plus ayant un emploi, 68 travaillent dans la commune, soit 15 % des habitants. Pour se rendre au travail, 90,4 % des habitants utilisent un véhicule personnel ou de fonction à quatre roues, 1,4 % les transports en commun, 4,3 % s'y rendent en deux-roues, à vélo ou à pied et 3,9 % n'ont pas besoin de transport (travail au domicile).

### Activités hors agriculture

#### Secteurs d'activités
88 établissements sont implantés  à Argelliers au 31 décembre 2019. Le tableau ci-dessous en détaille le nombre par secteur d'activité et compare les ratios avec ceux du département,.
| Secteur d'activité                                                                                        | Commune | Commune | Département |
| Secteur d'activité                                                                                        | Nombre  | %       | %           |
| --- | ------- | ------- | ----------- |
| Ensemble                                                                                                  | 88      | 100 %   | (100 %)     |
| Industrie manufacturière, industries extractives et autres                                                | 10      | 11,4 %  | (6,7 %)     |
| Construction                                                                                              | 15      | 17 %    | (14,1 %)    |
| Commerce de gros et de détail, transports, hébergement et restauration                                    | 17      | 19,3 %  | (28 %)      |
| Information et communication                                                                              | 4       | 4,5 %   | (3,3 %)     |
| Activités financières et d'assurance                                                                      | 3       | 3,4 %   | (3,2 %)     |
| Activités immobilières                                                                                    | 7       | 8 %     | (5,3 %)     |
| Activités spécialisées, scientifiques et techniques et activités de services administratifs et de soutien | 20      | 22,7 %  | (17,1 %)    |
| Administration publique, enseignement, santé humaine et action sociale                                    | 5       | 5,7 %   | (14,2 %)    |
| Autres activités de services                                                                              | 7       | 8 %     | (8,1 %)     |

Le secteur des activités spécialisées, scientifiques et techniques et des activités de services administratifs et de soutien est prépondérant sur la commune puisqu'il représente 22,7 % du nombre total d'établissements de la commune (20 sur les 88 entreprises implantées  à Argelliers), contre 17,1 % au niveau départemental.

#### Entreprises et commerces
Les trois entreprises ayant leur siège social sur le territoire communal qui génèrent le plus de chiffre d'affaires en 2020 sont : 
- Gilles Rigal, autres activités auxiliaires de services financiers, hors assurance et caisses de retraite, n.c.a. (210 k€) ;
- Le Chant Des Grillons, hébergement touristique et autre hébergement de courte durée (57 k€) ;
- EURL Mescladis, conseil en systèmes et logiciels informatiques (50 k€).

### Agriculture
La commune est dans les Garrigues, une petite région agricole occupant une partie du centre et du nord-est du département de l'Hérault. En 2020, l'orientation technico-économique de l'agriculture  sur la commune est la viticulture.
|               | 1988 | 2000 | 2010 | 2020 |
| ------------- | ---- | ---- | ---- | ---- |
| Exploitations | 22   | 19   | 14   | 10   |
| SAU (ha)      | 228  | 112  | 89   | 254  |

Le nombre d'exploitations agricoles en activité et ayant leur siège dans la commune est passé de 22 lors du recensement agricole de 1988  à 19 en 2000 puis à 14 en 2010 et enfin à 10 en 2020, soit une baisse de 55 % en 32 ans. Le même mouvement est observé à l'échelle du département qui a perdu pendant cette période 67 % de ses exploitations,. La surface agricole utilisée sur la commune a quant à elle augmenté, passant de 228 ha en 1988 à 254 ha en 2020. Parallèlement la surface agricole utilisée moyenne par exploitation a augmenté, passant de 10 à 25 ha.

## Culture locale et patrimoine

### Lieux et monuments
- Enceinte préhistorique de Boussargues.
- Site archéologique du Roc de Pampelune.
- Chapelle d'Argelliers. Les vestiges de l'ancienne chapelle ont été classés au titre des monuments historiques en 1978[46].
- Église Saint-Étienne d'Argelliers. L'édifice a été classé au titre des monuments historiques en 1984[47].

Lieux et monuments
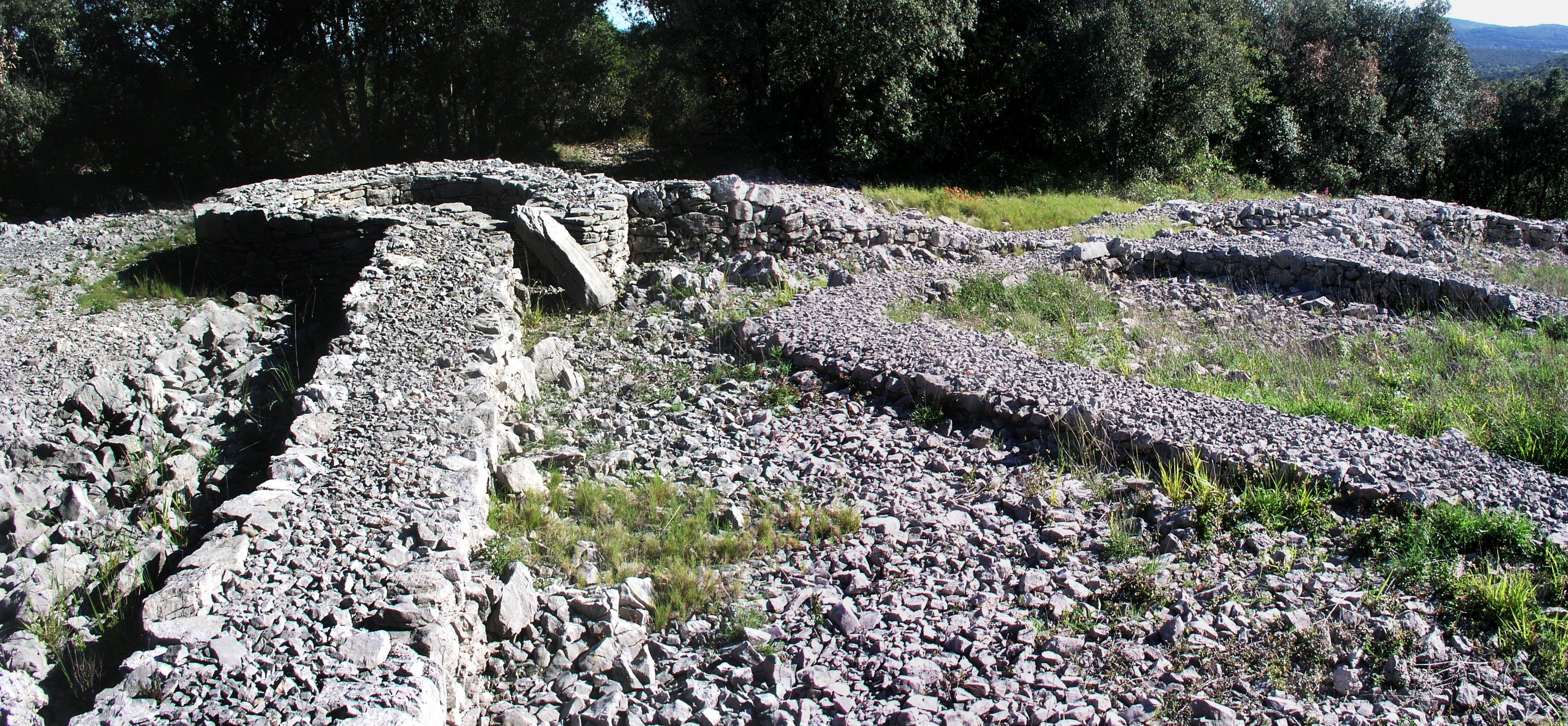
Murs préhistorique de Boussargues.
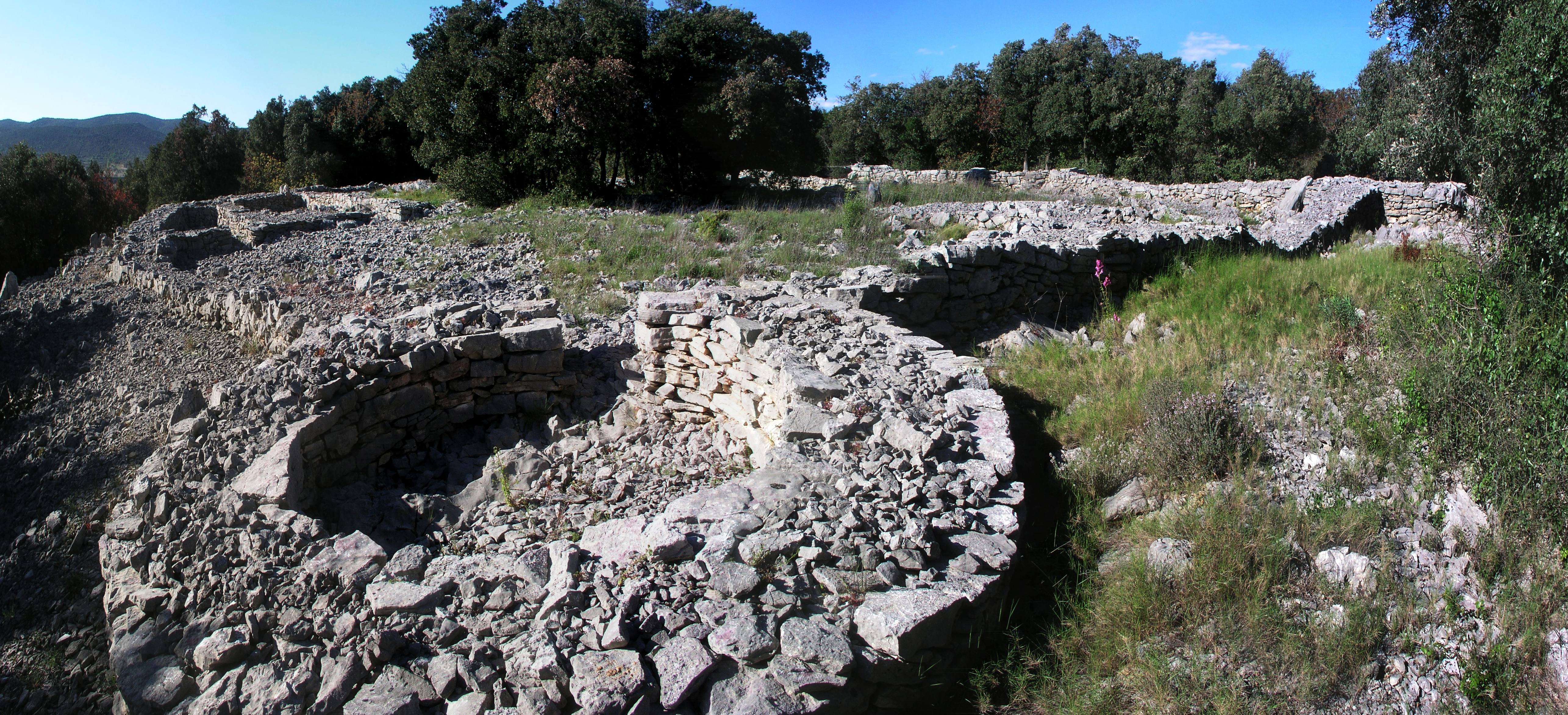
Vue de l'enceinte de Boussargues.
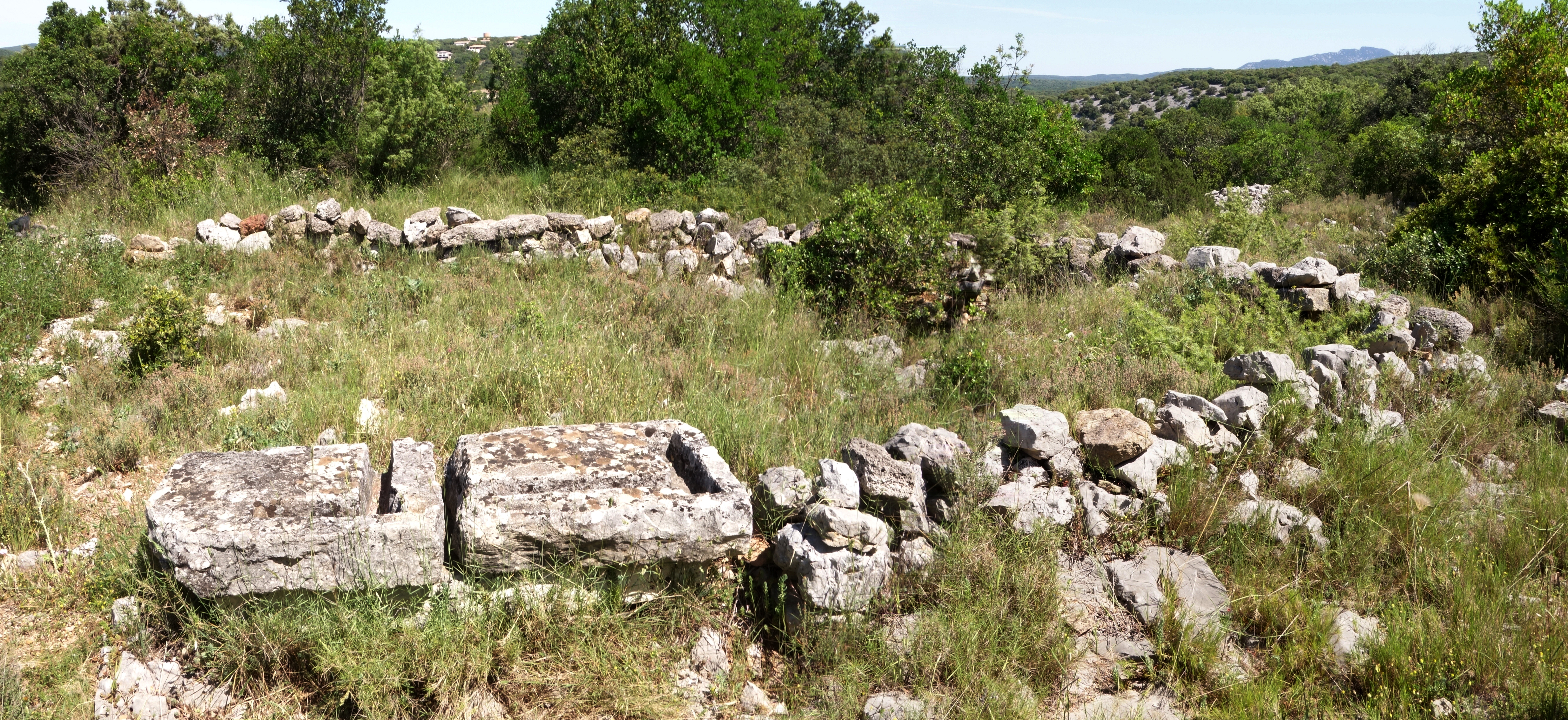
Ruines de la chapelle du Roc de Pampelune.
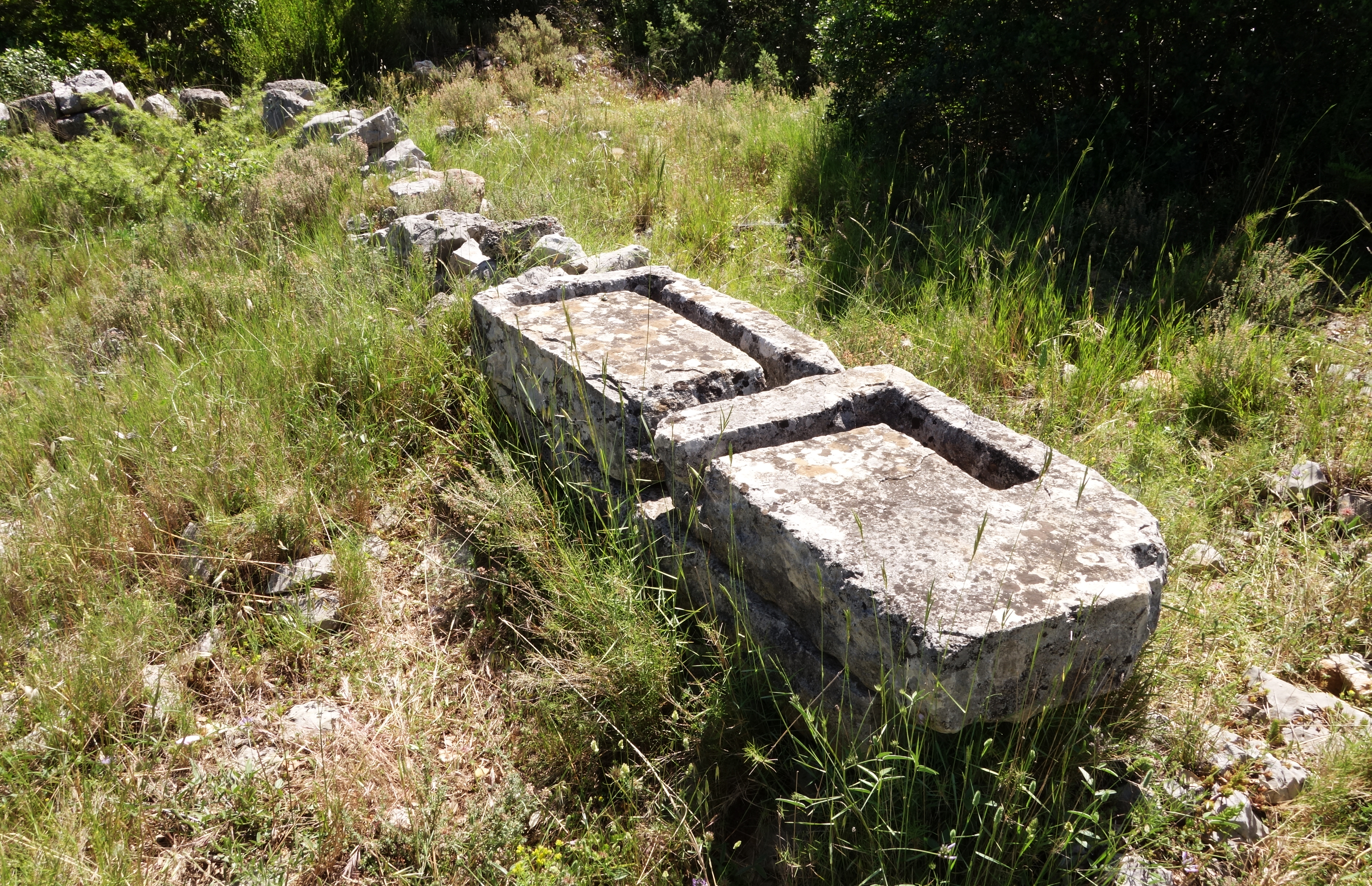
Pierres taillées de la chapelle du Roc de Pampelune.
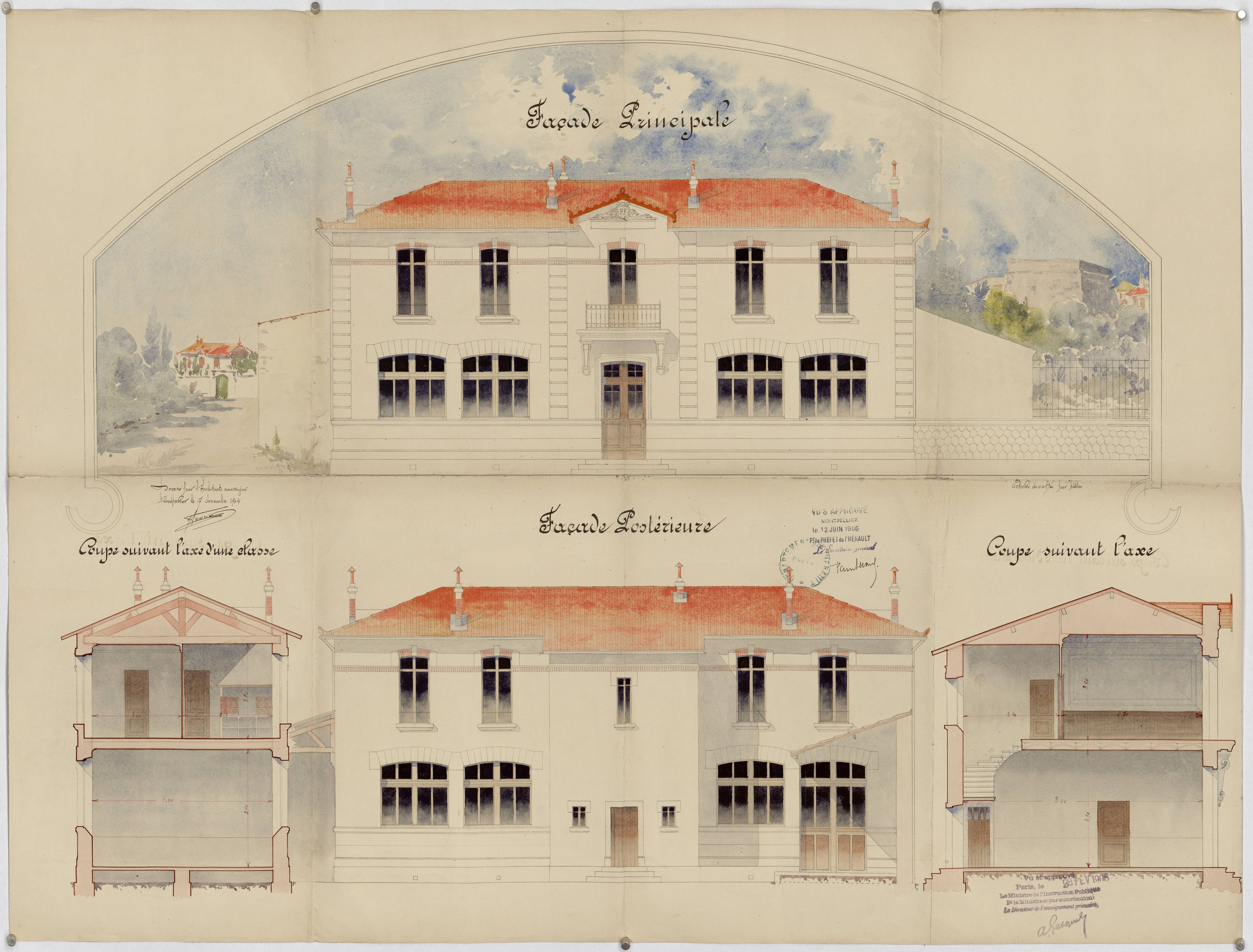
Plan d'une école et de la mairie en 1904.

### Héraldique
|  | Les armoiries de Argelliers se blasonnent ainsi : De gueules à saint Étienne, vêtu en diacre d'argent, la dalmatique d'azur bordée d'or, tenant dans sa main dextre une palme du même et dans sa senestre trois cailloux d'argent ensanglantés de gueules. |

### Personnalités liées à la commune
Max Rouquette, écrivain occitan, est inhumé au cimetière d'Argelliers.